# Mythicomyia diadela
Mythicomyia diadela är en tvåvingeart som beskrevs av Axel Leonard Melander 1961. Mythicomyia diadela ingår i släktet Mythicomyia och familjen svävflugor.
Artens utbredningsområde är Kalifornien. Inga underarter finns listade i Catalogue of Life.